# Texas Hold ’Em (singel Beyoncé)
Texas Hold ’Em – jeden z dwóch pierwszych singli promujących ósmy album studyjny amerykańskiej piosenkarki Beyoncé pt. Cowboy Carter. 
Singiel został wydany 11 lutego 2024 wraz z piosenką „16 Carriages”. Gatunek utworu definiowany jest jako country z elementami muzyki folkowej oraz soul. Otrzymał on pozytywne recenzje oraz sukces komercyjny, zajmując pierwsze miejsce na listach przebojów w: Stanach Zjednoczonych, Kanadzie, Wielkiej Brytanii, Nowej Zelandii, Irlandii oraz Holandii. Ponadto zadebiutował na szczycie listy przebojów Billboard Hot Country Songs, czyniąc Beyoncé pierwszą czarnoskórą kobietą, której piosenka znalazła się na szycie tej listy w historii.

## Tło i wydanie
W czerwcu 2022 Beyoncé zapowiedziała wydanie siódmego albumu studyjnego pt. Renaissance. Wówczas ogłosiła, że album rozpocznie trzyczęściową trylogię krążków, które zostały przez nią nagrane w czasie globalnej pandemii COVID-19. 11 lutego 2024 piosenkarka na swoim Instagramie opublikowała zwiastun wideo ósmego albumu studyjnego i jednocześnie drugiego aktu trylogii Renaissance. Pod koniec klipu zawarty został kawałek utworu „Texas Hold ’Em”, który jak ogłosiła Beyoncé w kolejnym poście, został opublikowany na muzycznych platformach strumieniowych wraz z piosenką „16 Carriages”.
Utwór „Texas Hold ’Em” został napisany przez: Beyoncé, Raphaela Saadiqa, Megan Bülow oraz Elizabeth Boland; zaś wyprodukowany przez: Beyoncé, Briana Batesa oraz Nathana Ferraro. Piosenka interpretowana jest muzycznie jako country z wpływami muzyki folkowej oraz soul, co jednocześnie przełożyło się na spekulacje, iż cały album zostanie zachowany w podobnym motywie.

## Odbiór

### Reakcje krytyków
„Texas Hold ’Em” spotkało się z uznaniem krytyków muzycznych. Dziennikarz gazety The Guardian Ben Beaumont-Thomas pochwalił zakorzenione i „autentycznie country” oraz aranżacje wokalne i instrumentalne. Mary Siroky z magazynu Consequence uznała „Texas Hold ’Em” za wczesną piosenkę lata, chwaląc jednocześnie „niepowtarzalny” wokal Beyoncé oraz aranżację muzyczną. Chris Willman z tygodnika Variety pochwalił rytm singla oraz wkład Rhiannon Giddens, która na nagraniu grała na banjo oraz altówce. Nadine Smith z portalu Pitchfork doceniła sposób, w jaki piosenka łączy style country i soul.

### Sukces komercyjny
Utwór zadebiutował na drugim miejscu listy Billboard Hot 100, stając się najwyższym debiutem w karierze Beyoncé. Dodatkowo singiel znalazł się na pierwszym miejscu listy przebojów Hot Country Songs magazynu Billboard, czyniąc Knowles pierwszą czarnoskórą kobietą, która osiągnęła szczyt tej listy. Piosenka zadebiutowała na czwartym miejscu codziennej listy najpopularniejszych globalnie utworów na platformie Spotify, zaś 23 lutego zajęła pierwsze miejsce w tym zestawieniu. W drugim tygodniu po premierze singiel zajął pierwsze miejsce na liście Billboard Hot 100, stajac się trzynastym utworem piosenkarki, który osiągnął szczyt tej listy.
„Texas Hold ’Em” stał się pierwszym utworem Beyoncé, który osiągnął szczyt listy Billboard Global 200. Piosenka zajęła pierwsze miejsce na kanadyjskiej liście Billboard Hot 100, stając się pierwszym solowym dziełem piosenkarki, który osiągnął szczyt tej listy. Dwa tygodnie po premierze singiel znalazł się na szczycie brytyjskiej listy przebojów singli, stając się ósmym numerem jeden piosenkarki.
Nagranie w Polsce uzyskało certyfikat platynowej płyty.

## Notowania
| Notowania (2024)                                | Najwyższa pozycja |
| ----------------------------------------------- | ----------------- |
| Australia (ARIA)                                | 2                 |
| Austria (Ö3 Austria Top 75)                     | 3                 |
| Dania (Tracklisten)                             | 10                |
| Francja (SNEP)                                  | 41                |
| Holandia (Single Top 100)                       | 1                 |
| Irlandia (IRMA)                                 | 1                 |
| Kanada (Canada Hot 100)                         | 1                 |
| Litwa (Singlų Top 100)                          | 17                |
| Niemcy (Official German Charts)                 | 4                 |
| Nowa Zelandia (RIANZ)                           | 1                 |
| Polska (AirPlay – Top)                          | 80                |
| Stany Zjednoczone (Billboard Hot 100)           | 1                 |
| Stany Zjednoczone (Billboard Hot Country Songs) | 1                 |
| Spotify (Weekly Top Songs Global)               | 2                 |
| Szwecja (Sverigetopplistan)                     | 2                 |
| Szwajcaria (Hitparade.ch)                       | 16                |
| Świat (Billboard Global 200)                    | 1                 |
| Wielka Brytania (OCC)                           | 1                 |
| Włochy (FIMI)                                   | 75                |